# Clara Tauson
Clara Tauson, née le 21 décembre 2002 à Gentofte au Danemark, est une joueuse de tennis danoise, professionnelle depuis 2019. Elle est la nièce de l'ancien joueur de tennis Michael Tauson.

## Carrière

### Carrière junior
Active sur le circuit ITF Junior dès 2016, Clara Tauson se montre rapidement à son avantage en disputant à quinze ans la finale du Grade A de Porto Alegre en mars 2018. Elle enchaîne par deux succès en Europe au Perin Memorial et au City of Florence. Fin juillet, elle devient championne d'Europe à Klosters. En fin d'année, elle s'impose aux Internationaux du Canada puis à la Osaka Mayor's Cup, ce qui lui permet d'atteindre la 3e place. En 2019, elle s'impose à Traralgon, puis en tant que tête de série no 1 du tournoi junior de l'Open d'Australie, elle atteint facilement la finale qu'elle remporte contre la Canadienne Leylah Fernandez (6-4, 6-3), ce qui lui permet de devenir no 1 mondiale.

### Carrière professionnelle
Sur le circuit professionnel, elle remporte son premier tournoi ITF à Stockholm, fin 2017, alors qu'elle n'a que quatorze ans. Début 2019, elle se distingue en remportant trois tournois consécutivement à Monastir, Shenzhen puis Xiamen, alors qu'elle ne possède pas de classement WTA. En septembre, elle s'adjuge un nouveau titre à Meitar, puis en rajoute deux autres en 2020, acquis à Glasgow et Oeiras. Elle se révèle ensuite lors des Internationaux de France en s'extirpant des qualifications puis en éliminant au premier tour la tête de série n°21 Jennifer Brady en 2 h 45 (6-4, 3-6, 9-7).

### 2021. Révélation avec deux titres à Lyon et Luxembourg, une finale et entrée dans le Top 100
En 2021, elle est titrée en début d'année à Fujaïrah et Altenkirchen. Elle participe ensuite à l'Open 6e sens à Lyon où elle se qualifie pour le tableau principal, puis remporte le tournoi sans perdre un set en battant notamment la tête de série n°1 Ekaterina Alexandrova au premier tour (6-3, 6-4) et Camila Giorgi pour son premier quart de finale (6-3, 6-1) sur un tournoi WTA. Elle écarte l'Espagnole Paula Badosa (7-5, 6-1), qui intègrera le Top 10 cette année là et remportera en octobre le tournoi d'Indian Wells et en finale une autre qualifiée, la Suissesse Viktorija Golubic (6-4, 6-1).  Ce titre surprise lui permet d'intégrer pour la première fois de sa carrière le Top 100. Elle sort des qualifications deux semaines plus tard à Saint-Pétersbourg mais s'incline contre la locale Daria Kasatkina (4-6, 6-7) d'entrée.
La tournée sur terre est plus compliquée pour la Danoise, s'inclinant au premier tour de Bogota contre la 213e mondiale Daniela Seguel (6-3, 3-6, 2-6). Elle remporte ses deux seuls victoires consécutives sur ocre de l'année à Charleston contre la jeune Russe Liudmila Samsonova (6-3, 6-3) et l'Australienne Ajla Tomljanović (6-1, 6-4) mais abandonne contre la Colombienne Camila Osorio (4-6, 0-1 ab.). Revenue en France, elle se qualifie pour le tournoi de Saint-Malo où elle échoue contre la Russe Varvara Gracheva (6-3, 3-6, 3-6) puis subit le même sort à Parme contre la spécialiste de double Kateřina Siniaková (1-6, 3-6). Comme l'année dernière, elle gagne un match à Roland Garros face à la qualifiée Géorgienne Ekaterine Gorgodze qui joue pour la première fois le tableau final d'un Majeur (6-4, 6-2) mais perd logiquement au match suivant contre l'ancienne numéro une Victoria Azarenka, finaliste du dernier US Open (5-7, 4-6). Elle participe en juin à son premier Wimbledon mais hérite de Barbora Krejčíková, vainqueur Porte d'Auteuil (3-6, 2-6) au premier tour et s'incline également d'entrée à Bad Homburg contre Anna Blinkova (6-7, 6-4, 2-6). Après avoir remporté son premier WTA 125 à Chicago en disposant d'Emma Raducanu, future vainqueur surprise de l'US Open en finale, elle remporte son premier match à Flushing Meadows contre la jeune Française Clara Burel (7-5, 6-0) qui joue sa première saison pleine sur le circuit. Elle voit la numéro une mondiale Ashleigh Barty, vainqueur de son deuxième Majeur à Wimbledon cette année s'imposer logiquement devant elle (1-6, 5-7) au match suivant.
Le 19 septembre de cette même année, elle remporte son deuxième titre WTA lors de l'Open du Luxembourg, où elle bat la Lettone Jeļena Ostapenko, ancienne numéro cinq mondiale en trois manches (6-3, 4-6, 6-4). Elle avait sorti auparavant l'Australienne Astra Sharma (6-2, 6-2), la Russe Ekaterina Alexandrova (6-4, 3-6, 7-6) et les deux Tchèques Marie Bouzková (6-3, 6-2) et Markéta Vondroušová (6-4, 2-6, 6-4), finaliste aux Jeux Olympiques. Restant en Europe, elle montre son nouveau statut de Top 50 à Tenerife (éliminée par Zheng Saisai au deuxième tour) et à Courmayeur, toujours en indoor où elle attaque le tournoi par des victoires nettes sur Stefanie Vögele (6-2, 6-2) et Giulia Gatto-Monticone (6-4, 6-1) avant de renverser l'Américaine Ann Li (3-6, 6-4, 6-2) et la Russe Liudmila Samsonova (4-6, 7-6, 6-4), parvenant ainsi pour la troisième fois en finale d'un tournoi cette saison. Favorite contre Donna Vekić, elle laisse à la Croate le soin de soulever son troisième titre en carrière, quatre ans après le précédent (6-7, 2-6).

### 2024. Finale à Auckland et 1/8eà Roland Garros
En 2024 aux Internationaux de France, elle élimine d'abord l'Allemande Tatjana Maria en deux manches (6-2, 6-3) puis la Lettone Jeļena Ostapenko en 3 manches (7-6, 4-6, 6-3) et au 3e tour l'Américaine Sofia Kenin en deux manches (6-2, 7-5) puis elle affronte en huitième de finale la Tunisienne Ons Jabeur contre laquelle elle s'incline en deux manches (4-6, 4-6).

### 2025. Entrée dans le Top 20, finale à Dubaï, demi à Montréal et 1/8eà Wimbledon
Elle commence l'année 2025 par plusieurs victoires au tournoi d'Auckland contre la qualifiée Italienne Lucrezia Stefanini (6-2, 6-3) et l'ancienne numéro quatre Sofia Kenin contre qui elle sauve une balle de match (4-6, 7-6, 7-6). Elle enchaîne contre deux nouvelles Américaines, la tête de série numéro une Madison Keys (6-4, 7-6) et Robin Montgomery (6-4, 6-3) pour jouer sa première finale depuis trois saisons. Alors qu'elle mène un set à zéro contre l'ancienne numéro une mondiale Naomi Osaka, la Japonaise jette l'éponge (6-4 ab.), lui permettant de s'octroyer son troisième titre en carrière. Elle devient la première joueuse danoise à remporter le tournoi d'Auckland.
Après un troisième tour perdu contre la numéro une et double tenante du titre Aryna Sabalenka à l'Open d'Australie, elle part pour l'Autriche disputer le tournoi de Linz. Elle confirme sa bonne forme en sortant sans bavures l'Ukrainienne Anhelina Kalinina (6-3, 6-3), la Roumaine vétérane Sorana Cîrstea (6-2, 6-4) et la Russe Anna Blinkova (6-1, 6-4) pour rejoindre un deuxième dernier carré cette saison. Elle doit néanmoins s'incliner devant une autre Ukrainienne, Dayana Yastremska (1-6, 4-6) aux portes de la finale.
Elle revient juste après jouer dans la péninsule arabique, à Dubaï, et sort la Slovaque Rebecca Šramková (7-6, 6-0) ainsi que l'ancienne numéro trois Elina Svitolina (7-6, 3-6, 7-6) pour jouer son premier huitième de finale au tournoi émirati. Elle fait forte impression en prenant sa revanche et ne laissant que cinq jeux face à la numéro une mondiale Aryna Sabalenka, vainqueur du dernier US Open (6-3, 6-2). Cette victoire lui permet d'accéder pour la première fois aux quarts de finale en WTA 1000. Elle surfe sur sa bonne forme et continue d'engranger les victoires, contre deux Tchèques, la jeune Linda Nosková (7-6, 6-4) et Karolína Muchová (6-4, 6-7, 6-3), ce qui lui permet de jouer sa cinquième finale sur le circuit. Affrontant la très jeune Mirra Andreeva qui comme elle n'est jamais parvenu à ce niveau, elle cède en deux manches (6-7, 1-6), permettant à son adversaire de devenir la plus jeune vainqueur d'un tournoi de cette catégorie depuis leur création en 2009, et d'intégrer par la même occasion le Top 10 pour la première fois de sa carrière.
Elle gagne en juillet son premier match à Wimbledon, retournant le match face à l'invitée locale Heather Watson (2-6, 6-4, 6-3). Elle continue son parcours en sortant la Russe Anna Kalinskaya (6-3, 7-6) mais surtout l'ancienne vainqueur Elena Rybakina sur le score inverse (7-6, 6-3). Pour son deuxième huitième de finale en Grand Chelem, elle est battue par la championne Iga Świątek (4-6, 1-6), future vainqueur du tournoi. Elle se montre impériale à Montréal en remportant son premier match à l'Open du Canada contre Lucia Bronzetti (6-1, 6-2) puis son deuxième en écrasant Yulia Starodubtseva (6-3, 6-0). Elle sort ensuite toujours sans perdre un set la numéro trois mondiale Iga Świątek (7-6 6-3) et la numéro huit Madison Keys (6-1, 6-4), remportant pour la premier fois dans un meme tournoi deux matchs contre des Top 10. Rencontrant l'ancienne championne Naomi Osaka en demi-finale, elle plus contre la Japonaise (2-6, 6-7). Pour sa première participation à Cincinnati, elle se débarrasse avec difficultés de l'Australien Ajla Tomljanović (6-3, 6-7, 6-4) avant de voir la Russe Veronika Kudermetova, ancienne Top 10 l'éliminer (6-3, 6-7, 4-6).

## Palmarès

### Titres en simple dames
| No | Date       | Nom et lieu du tournoi                      | Catégorie | Dotation  | Surface    | Finaliste         | Score         |          |
| -- | ---------- | ------------------------------------------- | --------- | --------- | ---------- | ----------------- | ------------- | -------- |
| 1  | 01-03-2021 | Open 6e sens, Lyon                          | WTA 250   | 235 238 $ | Dur (int.) | Viktorija Golubic | 6-4, 6-1      | Parcours |
| 2  | 13-09-2021 | BGL BNP Paribas Luxembourg Open, Luxembourg | WTA 250   | 235 238 $ | Dur (int.) | Jeļena Ostapenko  | 6-3, 4-6, 6-4 | Parcours |
| 3  | 30-12-2024 | ASB Classic, Auckland                       | WTA 250   | 275 094 $ | Dur (ext.) | Naomi Osaka       | 4-6, ab.      | Parcours |

### Finales en simple dames
| No | Date       | Nom et lieu du tournoi                      | Catégorie | Dotation    | Surface    | Vainqueure     | Score     |          |
| -- | ---------- | ------------------------------------------- | --------- | ----------- | ---------- | -------------- | --------- | -------- |
| 1  | 25-10-2021 | Courmayeur Ladies Open 2021, Courmayeur     | WTA 250   | 235 238 $   | Dur (int.) | Donna Vekić    | 7-63, 6-2 | Parcours |
| 2  | 16-02-2025 | Dubaï Duty Free Tennis Championships, Dubaï | WTA 1000  | 3 654 963 $ | Dur (ext.) | Mirra Andreeva | 7-61, 6-1 | Parcours |

### Titre en simple en WTA 125
| No | Date       | Nom et lieu du tournoi | Catégorie | Dotation  | Surface    | Finaliste     | Score         |          |
| -- | ---------- | ---------------------- | --------- | --------- | ---------- | ------------- | ------------- | -------- |
| 1  | 16-08-2021 | Chicago Open, Chicago  | WTA 125   | 115 000 $ | Dur (ext.) | Emma Raducanu | 6-1, 2-6, 6-4 | Parcours |

### Finales en simple en WTA 125
| No | Date       | Nom et lieu du tournoi        | Catégorie | Dotation  | Surface      | Vainqueure        | Score         |          |
| -- | ---------- | ----------------------------- | --------- | --------- | ------------ | ----------------- | ------------- | -------- |
| 1  | 11-12-2022 | Open BLS de Limoges, Limoges  | WTA 125   | 115 000 $ | Dur (int.)   | Anhelina Kalinina | 6-3, 5-7, 6-4 | Parcours |
| 2  | 15-04-2024 | Oeiras Open, Oeiras           | WTA 125   | 115 000 $ | Terre (ext.) | Suzan Lamens      | 6-4, 5-7, 6-4 | Parcours |
| 3  | 30-09-2024 | Hong Kong 125 Open, Hong Kong | WTA 125   | 115 000 $ | Dur (ext.)   | Ajla Tomljanović  | 4-6, 6-4, 6-4 | Parcours |

## Parcours en Grand Chelem

### En simple dames
| Année | Open d'Australie | Open d'Australie  | Internationaux de France | Internationaux de France | Wimbledon       | Wimbledon           | US Open         | US Open          |
| ----- | ---------------- | ----------------- | ------------------------ | ------------------------ | --------------- | ------------------- | --------------- | ---------------- |
| 2020  | —                | —                 | 2e tour (1/32)           | Danielle Collins         | Annulé          | Annulé              | —               | —                |
| 2021  | Q1               | Katarina Zavatska | 2e tour (1/32)           | Victoria Azarenka        | 1er tour (1/64) | Barbora Krejčíková  | 2e tour (1/32)  | Ashleigh Barty   |
| 2022  | 3e tour (1/16)   | Danielle Collins  | —                        | —                        | 1er tour (1/64) | Mai Hontama         | 1er tour (1/64) | Garbiñe Muguruza |
| 2023  | —                | —                 | 3e tour (1/16)           | Elina Avanesyan          | Q3              | Viktória Hrunčáková | 2e tour (1/32)  | Peyton Stearns   |
| 2024  | 2e tour (1/32)   | Victoria Azarenka | 1/8 de finale            | Ons Jabeur               | 1er tour (1/64) | Danielle Collins    | 2e tour (1/32)  | Diana Shnaider   |
| 2025  | 3e tour (1/16)   | Aryna Sabalenka   | 3e tour (1/16)           | Amanda Anisimova         | 1/8 de finale   | Iga Świątek         |                 |                  |

N.B. : à droite du résultat se trouve le nom de l'ultime adversaire.

### En double dames
| Année | Open d'Australie                                                                    | Open d'Australie                                                                      | Internationaux de France                                                            | Internationaux de France | Wimbledon                                                                             | Wimbledon                                                                                 | US Open | US Open |
| ----- | ----------------------------------------------------------------------------------- | ------------------------------------------------------------------------------------- | ----------------------------------------------------------------------------------- | ------------------------ | ------------------------------------------------------------------------------------- | ----------------------------------------------------------------------------------------- | ------- | ------- |
| 2021  | —                                                                                   | —                                                                                     | —                                                                                   | —                        | 1er tour (1/32) A. Sasnovich \|\| style="text-align:left;" \| M. Barthel J. Wachaczyk | —                                                                                         | —       |         |
| 2022  | 1er tour (1/32) A. Van Uytvanck \|\| style="text-align:left;" \| M. Linette B. Pera | —                                                                                     | —                                                                                   | —                        | —                                                                                     | —                                                                                         | —       |         |
|       |                                                                                     |                                                                                       |                                                                                     |                          |                                                                                       |                                                                                           |         |         |
| 2024  | —                                                                                   | —                                                                                     | —                                                                                   | —                        | 1er tour (1/32) Y. Putintseva \|\| style="text-align:left;" \| D. Shnaider E. Vesnina | 1er tour (1/32) E. Cocciaretto \|\| style="text-align:left;" \| Chan H.-c. V. Kudermetova |         |         |
| 2025  | 1er tour (1/32) J. Burrage \|\| style="text-align:left;" \| A. Blinkova Wu F.-h.    | 1er tour (1/32) L. Nosková \|\| style="text-align:left;" \| T. Mihalíková O. Nicholls | 2e tour (1/16) M. Kessler \|\| style="text-align:left;" \| K. Siniaková T. Townsend |                          |                                                                                       |                                                                                           |         |         |

N.B. : le nom de la partenaire se trouve sous le résultat ; les noms des ultimes adversaires se trouvent à droite.

## Parcours en WTA 1000
Les tournois WTA « Premier Mandatory » et « Premier 5 » (entre 2009 et 2020) et WTA 1000 (à partir de 2021) constituent les catégories d'épreuves les plus prestigieuses, après les quatre levées du Grand Chelem. 

De 2009 à 2023, les tournois Premier Mandatory (dits tournois WTA 1000 obligatoires entre 2021 et 2023) regroupent Indian Wells, Miami, Madrid et Pékin, les autres constituant les tournois Premier 5 (tournois WTA 1000 non-obligatoires). À partir de 2024, le nombre de tournois WTA 1000 passe à 10 par saison (fin de l’alternance Doha / Dubaï), ces derniers devenant tous obligatoires et offrant tous 1000 points à la vainqueure (contre 900 points précédemment pour les tournois Premier 5).

### En simple dames
| Année |       |                            |                    |                            |                            |                            |                              |                           |                               |                           |  |  |
| Doha  | Dubaï | Indian Wells               | Miami              | Madrid                     | Rome                       | Canada                     | Cincinnati                   | Pékin                     |                               | Wuhan                     |  |  |
| Doha  | Dubaï | Indian Wells               | Miami              | Madrid                     | Rome                       | Canada                     | Cincinnati                   | Pékin                     | Guadalajara                   |                           |  |  |
| Doha  | Dubaï | Indian Wells               | Miami              | Madrid                     | Rome                       | Canada                     | Cincinnati                   | Pékin                     |                               |                           |  |  |
| 2022  |       | 2e tour (1/16) P. Badosa   | WTA 500            | 3e tour (1/16) I. Świątek  | 1er tour (1/64) Zhang S.   | 1er tour (1/32) M. Kostyuk |                              |                           |                               | Hors calendrier           |  |  |
|       |       |                            |                    |                            |                            |                            |                              |                           |                               |                           |  |  |
| 2024  |       |                            |                    |                            | 2e tour (1/32) E. Rybakina |                            | 2e tour (1/32) A. Kalinskaya | 1er tour (1/32) P. Badosa |                               | 2e tour (1/32) J. Paolini |  |  |
| 2025  |       | 1er tour (1/32) E. Mertens | Finale M. Andreeva | 3e tour (1/16) M. Andreeva | 3e tour (1/16) P. Badosa   | 2e tour (1/32) B. Bencic   | 4e tour (1/8) M. Andreeva    | 1/2 finale N. Osaka       | 3e tour (1/16) V. Kudermetova |                           |  |  |

Sous le résultat, l’ultime adversaire.
1. 1 2   Les tournois de Doha et Dubaï alternent le statut de tournoi WTA 1000 (ex Premier 5) entre 2009 et 2023 : les trois premières éditions ont lieu à Dubaï, les trois suivantes à Doha, puis Dubaï accueille le tournoi de cette catégorie les années impaires et Dubaï les années paires. De 2011 à 2023, la ville qui n’accueille pas de WTA 1000 organise à la place un tournoi WTA 500 (ex Premier).
2. 1 2 3 4 5 6 7   L’ordre de déroulement des tournois a évolué depuis 2009 : Rome se dispute avant Madrid et Cincinnati avant Montréal/Toronto jusqu’en 2010, tandis que Tokyo (2009-2013)-Wuhan (2014-2019, 2024-)-Guadalajara (2022-2023) ont lieu avant Pékin jusqu’en 2023.
3. ↑  Le 1er décembre 2021, le président de la WTA, Steve Simon, annonce que tous les tournois prévus en Chine et à Hong Kong sont suspendus à partir de 2022, en raison de préoccupations concernant la sécurité et le bien-être de la joueuse de tennis chinoise Peng Shuai après ses allégations de relations sexuelles non-consenties avec Zhang Gaoli, membre de haut rang du Parti communiste chinois. Le tournoi de Pékin revient en 2023. Le tournoi de Guadalajara remplace celui de Wuhan pendant deux ans, ce dernier réapparaissant en 2024.

## Parcours aux Jeux olympiques

### En simple dames
| # | Date       | Nom de l'olympiade         | Surface             | Résultat        | Ultime adversaire | Score    |          |
| - | ---------- | -------------------------- | ------------------- | --------------- | ----------------- | -------- | -------- |
| 1 | 27/07/2024 | Olympic Tennis Event Paris | Terre battue (ext.) | 1er tour (1/32) | Bianca Andreescu  | 6-2, 6-3 | Parcours |

## Classements WTA en fin de saison
| Année          | 2017 | 2018 | 2019 | 2020 | 2021 | 2022 | 2023 | 2024 |
| Rang en simple | 938  | 863  | 265  | 152  | 44   | 128  | 85   | 52   |
| Rang en double | –    | –    | –    | 630  | 450  | 848  | 848  | 1027 |

Source : (en) Classements de Clara Tauson sur le site officiel de la Fédération internationale de tennis

## Records et statistiques

### Victoires sur le top 10
Toutes ses victoires sur des joueuses classées dans le top 10 de la WTA lors de la rencontre.
| Légende      |
| Grand Chelem |
| WTA 1000     |
| WTA 500      |
| WTA 250      |
| Fed Cup      |

| # |       |  | Tournoi          | Année | Surface      |              | Adversaire      | Rang | Tour           | Score         | Tableau |
| - | ----- |  | ---------------- | ----- | ------------ | ------------ | --------------- | ---- | -------------- | ------------- | ------- |
| 1 | no 39 |  | Open d'Australie | 2022  | Dur          |              | Anett Kontaveit | no 7 | 1/32           | 6-2, 6-4      | Tableau |
| 2 | no 87 |  | Fed Cup          | 2024  | Terre battue |              | María Sákkari   | no 6 | Qualifications | 6-4, 6-4      | Tableau |
| 3 | no 38 |  | Dubaï            | 2025  | Dur          |              | Aryna Sabalenka | no 1 | 1/8            | 6-3, 6-2      | Tableau |
| 4 | no 23 |  | Rome             | 2025  | Terre battue |              | Emma Navarro    | no 9 | 1/16           | 3-6, 6-0, 6-4 | Tableau |
| 5 | no 19 |  | Montréal         | 2025  | Dur          |              | Iga Świątek     | no 3 | 1/8            | 7-61, 6-3     | Tableau |
| 6 | no 19 |  | Montréal         | 2025  | Dur          | Madison Keys | no 8            | 1/4  | 6-1, 6-4       |               | Tableau |